# كميل أرامبورغ
كميل أرامبورغ (بالفرنسية: Camille Arambourg)‏‏ (1885-1969) هو عالم فقاريات وعالم أحياء قديمة فرنسي. أجرى عملا ميدانيا واسع النطاق في شمال أفريقيا. في خمسينات القرن العشرين، جادل ضد الجدل السائد للإنسان النياندرتالي باعتباره عملًا وحشيًا وسليمًا.
خلال الحرب العالمية الأولى كان في الخدمة العسكرية. بعد ذلك كان أستاذاً للجيولوجيا بمعهد أغريكول دالغر، وبعد ذلك أستاذاً في علم الأحياء القديمة في المتحف الوطني للتاريخ الطبيعي في باريس، حيث خلف أستاذه مارسيلين بول.